# The Universe
The Universe est le nom donné à un ensemble d'îles artificielles de 3 000 hectares ayant la forme du système solaire dont la construction future était prévue au large de la côte de Dubaï, aux Émirats arabes unis. Le projet a été abandonné courant 2009-2010.

## Histoire
Nakheel, l'entreprise chargée de Palm Islands et The World, annonce en  janvier 2008 le projet The Universe.

## Description
The Universe se compose d'un groupe d'îles de 3 000 hectares ayant la forme du système solaire. La construction de l'Univers est estimée de 15 à 20 années.
Le projet en est encore au stade de la planification. 